# Diquiskulturen

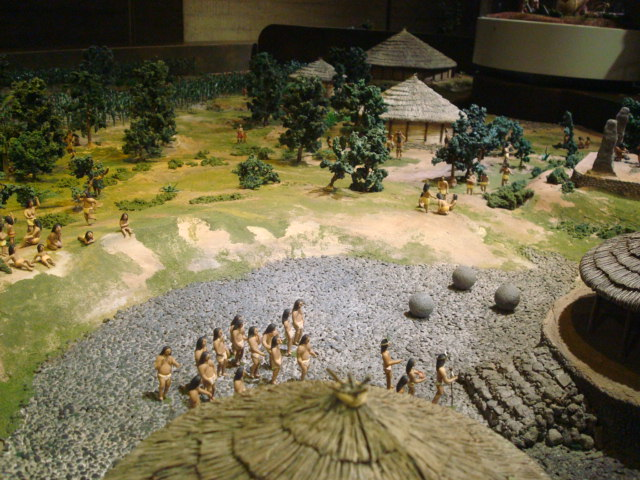
Rekonstruktion som föreställer en costarikansk stad under förcolombiansk tid, motsvarande Diquiskulturen vid Costa Ricas södra Stilla havskust. Visar tre stenklot, vilka nuförtiden är nationella identitetssymboler. Museo del Oro Precolombino, San José de Costa Rica.

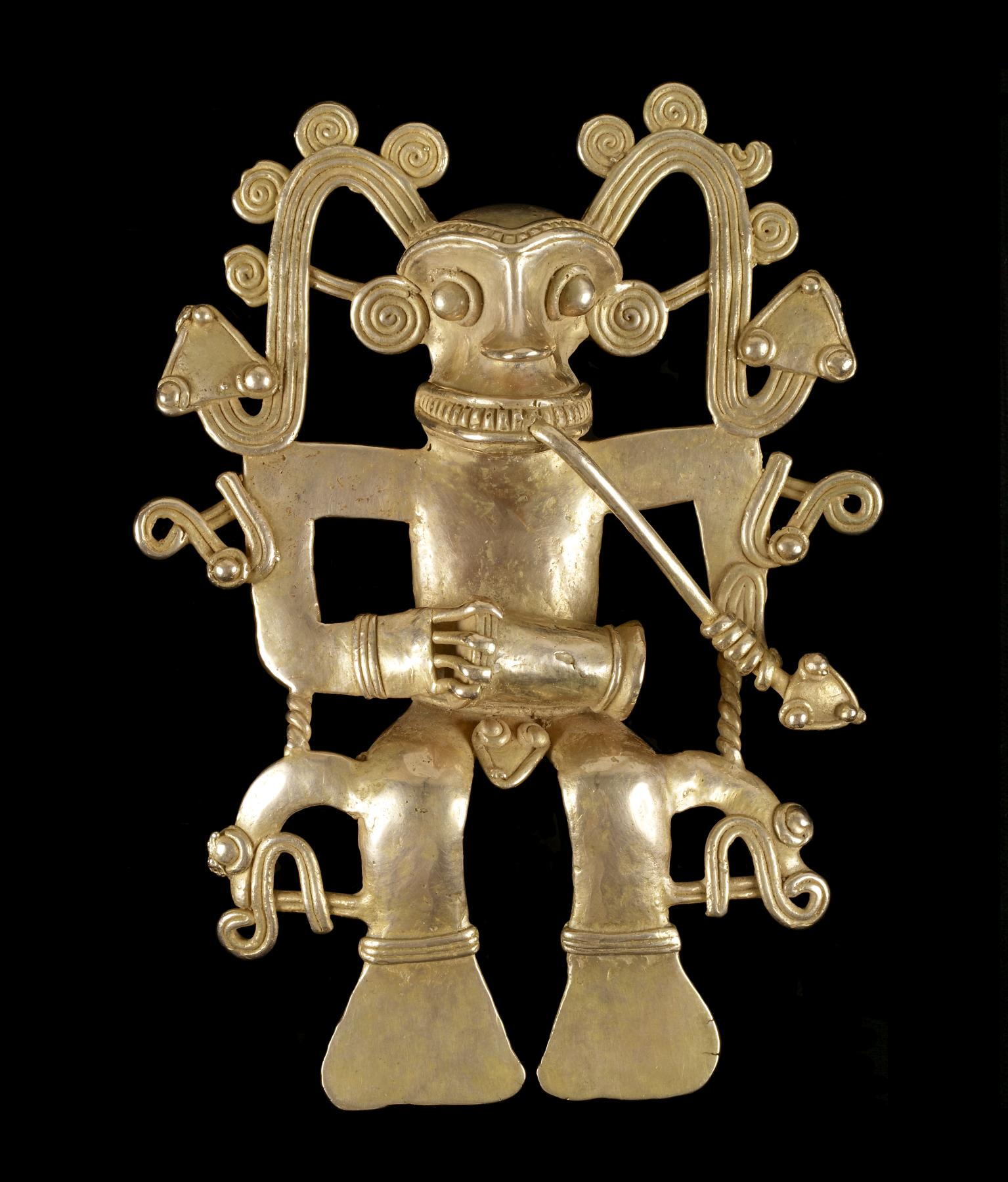
Ett mänskligt hängsmycke, Diquískulturen.

Diquiskulturen (även Diquís) var en förcolumbiansk indiankultur i Costa Rica som blomstrade runt åren 700  till 1530. Ordet "diquís" står för "stort vatten" eller "stor flod" på  Borucaspråket.
Diquis bosättningar var belägna på öppna områden intill regionens större floder. Stenar användes både som byggnadsmaterial och för att skapa kullar, på vilka de förlade sina bostäder. Flera typer har upptäckts och tillskrivits Diquis-folket. En del kombinerar ceremoniella ytor, gravplatser och bostäder. Dessa uppvisar uthuggna stenplattformar, ibland med rektangulär form, fördelade bland synbarliga bostäder. Inbäddade monoliter tillverkade av basalt upp till 4 meter höga var placerade nära och på toppen av dessa plattformar. Andra bosättningar var enbart för boende med cirkulära grunder av runda stenar, terrasser med bevarade väggar, och stenlagda landsvägar. Denna typ hittas främst nära större vattendrag och är ofta förlagda med gravplatser högre upp.